# Orangekehliger Springbarsch
Der Orangekehlige Springbarsch (Etheostoma spectabile) ist eine der vielen in den USA verbreiteten pfeilschnellen Springbarsche (daher der amerikanische Name Darter), die alle zur Familie der Echten Barsche (Percidae) aus der Ordnung der Barschartigen (Perciformes) gehören.

## Verbreitung
Er bewohnt kleinere Nebenflüsse und Bäche der Mississippi- und Missouri-Flusssysteme in den mittleren USA.

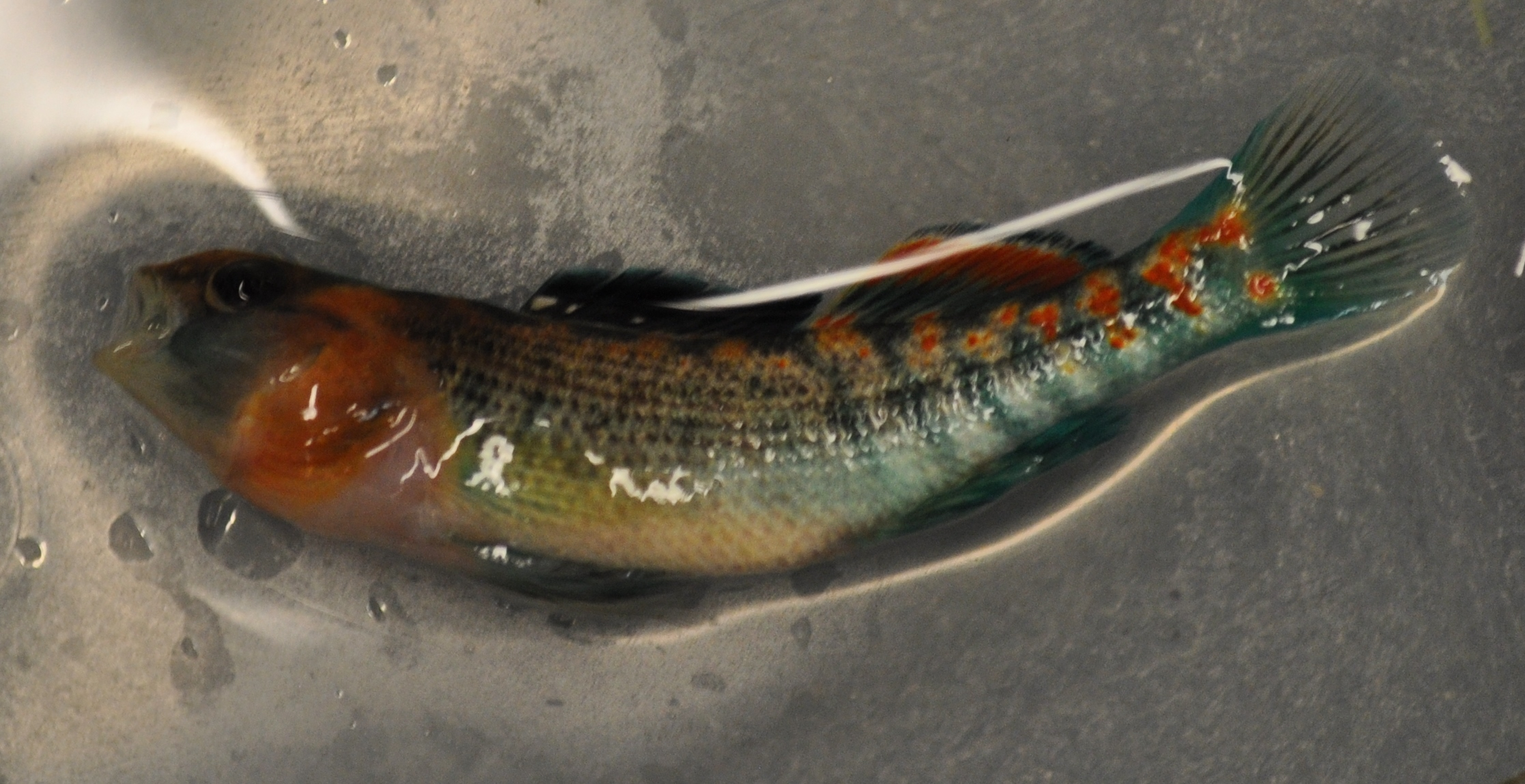

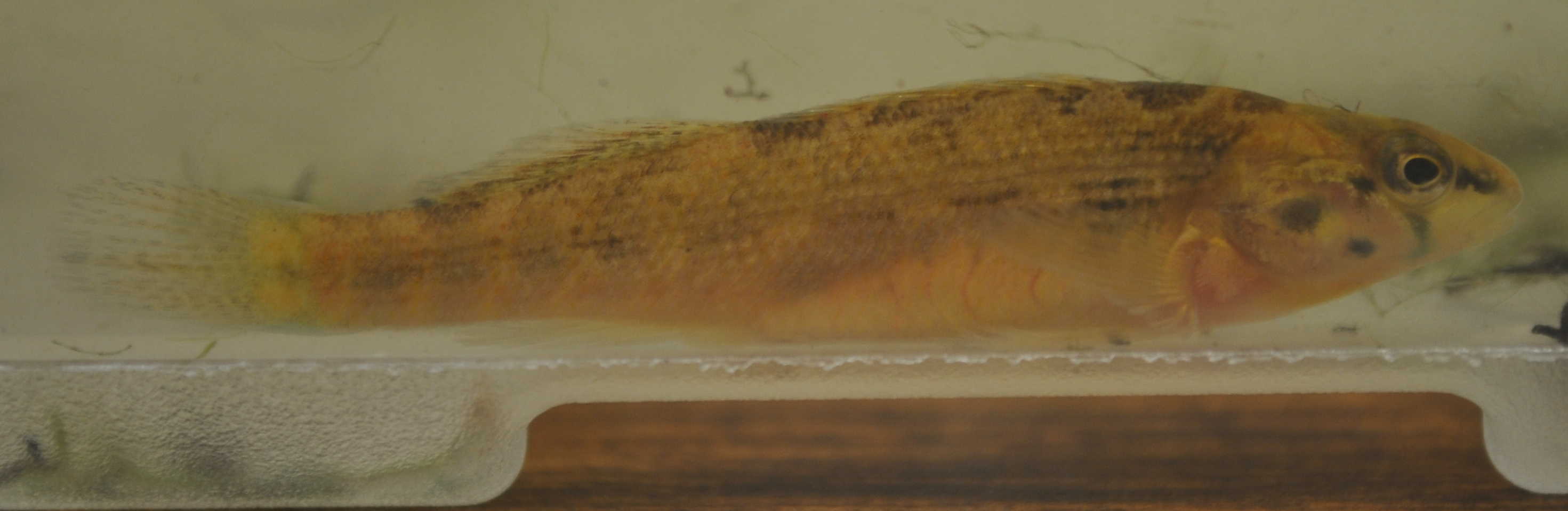

## Nahrung
Orangekehlige Springbarsche ernähren sich von Insekten und planktonischen Krebsen.

## Fortpflanzung
Während der Laichzeit entwickeln die Männchen eine orange Färbung an Kehle und Brust. Die Kehle der Weibchen und nichtlaichenden Männchen ist eher weißlich. Die Männchen suchen die Laichstelle aus, und die Weibchen graben flache Nester, in die sie mehrere hundert Eier ablegen, die dann von den Männchen befruchtet und bewacht werden.